# Mortoniellus macrognathus
Mortoniellus macrognathus är en insektsart som beskrevs av Sigfrid Ingrisch 1995. Mortoniellus macrognathus ingår i släktet Mortoniellus och familjen vårtbitare. Inga underarter finns listade i Catalogue of Life.